# Antonio Adán
Antonio Adán Garrido, né le 13 mai 1987 à Madrid, est un footballeur professionnel espagnol évoluant au poste de gardien de but.

## Biographie

### Real Madrid
Lors de la saison 2005-2006, Adán est déjà le gardien numéro 1 du Real Madrid C, avec lequel il joue 36 matchs pour seulement 29 buts encaissés. Il fait ses débuts en Segunda División, équivalente de la Ligue 2 en France, contre le CD Castellón (1-1) le 27 août 2006. Il joue 6 matchs lors de cette saison.
Lors de la saison 2009-2010, il devient le gardien numéro 3 du Real Madrid, derrière Iker Casillas et Jerzy Dudek.
Le 8 décembre 2010, il joue son premier match avec le Real Madrid en Ligue des champions contre l'AJ Auxerre (4-0), remplaçant Jerzy Dudek qui se blesse à la 44e minute. Il joue son premier match de Coupe du Roi le mois suivant, lors d'une défaite face à Levante UD (0-2), finalement sans conséquence pour le Real qui avait gagné 8-0 au match aller. 
Adán fait ses débuts en Liga le 13 février 2011 contre l'Espanyol de Barcelone, rentrant à la place d'Ángel Di María à la 2e minute, à la suite de l'expulsion d'Iker Casillas. Le 19 février 2011, il est titularisé par José Mourinho au Stade Santiago-Bernabéu.
Manquant de temps de jeu, titularisé seulement 6 fois lors de la saison 2012-2013, il résilie son contrat avec le Real Madrid le 2 septembre 2013.
"Iker Casillas est le meilleur gardien du monde et Diego López sort d'une très bonne saison, donc je ne vois pas comment je pourrai obtenir davantage de temps de jeu en restant au Real", a-t-il affirmé quelques jours avant son départ.

### Cagliari Calcio
Quelques semaines plus tard, le club italien de Cagliari fait signer Adan pour une saison. Cependant, il ne joue que deux matchs, barré par la concurrence du serbe Vlada Avramov. Le joueur décide donc de rompre de nouveau son contrat.

### Real Betis
Durant le mercato hivernal, Antonio Adan signe un contrat d'un an au Real Betis. Quelques semaines plus tard, le club annonce que Adan a prolongé son contrat de 4 ans et demi. Il est désormais lié au club jusqu'en 2018.
Le  4 avril 2018, il est annoncé dans les médias qu'Antonio Adan a décidé de se faire opérer de la pubalgie qui le gênait depuis trois mois : sa saison 2017-2018 est donc terminée.

### Sporting Clube de Portugal
Après 2 ans passés en tant que doublure à l'Atlético Madrid, Antonio Adan signe au Sporting pour deux ans avec une option pour une troisième année. Durant la saison 2020-21 il remporte la Liga NOS, gagne la Coupe de la Ligue portugaise de football et est élu à quatre reprises meilleur gardien du mois de la Liga NOS. Titulaire dans 32 des 34 matches de la Liga NOS 2020-21, il encaisse 19 buts participant ainsi à faire de la défense du Sporting la meilleure défense du championnat.

### Équipe nationale
À la fin de la saison 2005-2006, il est convoqué par la sélection espagnole des moins de 19 ans, pour participer à l'Euro des moins de 19 ans disputé en Pologne. Il est capitaine de l'équipe lors de tous les matchs, sauf celui où l'Espagne affronte le Portugal. Quatre autres joueurs du centre de formation du Real Madrid, Javi García, Esteban Granero, Juan Mata et Alberto Bueno font partie de la sélection espagnole. 
Adán est également convoqué avec l’équipe d'Espagne espoirs.

## Statistiques
| Saison                | Club                  | Championnat           | Championnat | Championnat | Coupe nationale | Coupe nationale | Coupe de la Ligue | Coupe de la Ligue | Supercoupe | Supercoupe | Compétition(s) continentale(s) | Compétition(s) continentale(s) | Compétition(s) continentale(s) | Total | Total |
| Saison                | Club                  | Division              | M.          | B.          | M.              | B.              | M.                | B.                | M.         | B.         | Comp.                          | M.                             | B.                             | M.    | B.    |
| 2006-2007             | Real Madrid Castilla  | Segunda División      | 6           | 0           | -               | -               | -                 | -                 | -          | -          | -                              | -                              | -                              | 6     | 0     |
| 2007-2008             | Real Madrid Castilla  | Segunda División      | 11          | 0           | -               | -               | -                 | -                 | -          | -          | -                              | -                              | -                              | 11    | 0     |
| 2008-2009             | Real Madrid Castilla  | Segunda División      | 31          | 0           | -               | -               | -                 | -                 | -          | -          | -                              | -                              | -                              | 31    | 0     |
| 2009-2010             | Real Madrid Castilla  | Segunda División      | 36          | 0           | -               | -               | -                 | -                 | -          | -          | -                              | -                              | -                              | 36    | 0     |
| Sous-total            | Sous-total            | Sous-total            | 84          | 0           | -               | -               | -                 | -                 | -          | -          | -                              | -                              | -                              | 84    | 0     |
| 2010-2011             | Real Madrid           | Liga                  | 3           | 0           | 1               | 0               | -                 | -                 | -          | -          | C1                             | 1                              | 0                              | 5     | 0     |
| 2011-2012             | Real Madrid           | Liga                  | 1           | 0           | 2               | 0               | -                 | -                 | -          | -          | C1                             | 2                              | 0                              | 5     | 0     |
| 2012-2013             | Real Madrid           | Liga                  | 3           | 0           | 4               | 0               | -                 | -                 | -          | -          | C1                             | 1                              | 0                              | 8     | 0     |
| Sous-total            | Sous-total            | Sous-total            | 7           | 0           | 7               | 0               | -                 | -                 | -          | -          | -                              | 4                              | 0                              | 18    | 0     |
| 2013-2014             | Cagliari Calcio       | Serie A               | 2           | 0           | -               | -               | -                 | -                 | -          | -          | -                              | -                              | -                              | 2     | 0     |
| Sous-total            | Sous-total            | Sous-total            | 2           | 0           | -               | -               | -                 | -                 | -          | -          | -                              | -                              | -                              | 2     | 0     |
| 2013-2014             | Real Betis            | Liga                  | 17          | 0           | -               | -               | -                 | -                 | -          | -          | C3                             | 4                              | 0                              | 21    | 0     |
| 2014-2015             | Real Betis            | Segunda División      | 40          | 0           | -               | -               | -                 | -                 | -          | -          | -                              | -                              | -                              | 40    | 0     |
| 2015-2016             | Real Betis            | Liga                  | 36          | 0           | 1               | 0               | -                 | -                 | -          | -          | -                              | -                              | -                              | 37    | 0     |
| 2016-2017             | Real Betis            | Liga                  | 37          | 0           | -               | -               | -                 | -                 | -          | -          | -                              | -                              | -                              | 37    | 0     |
| 2017-2018             | Real Betis            | Liga                  | 30          | 0           | -               | -               | -                 | -                 | -          | -          | -                              | -                              | -                              | 30    | 0     |
| Sous-total            | Sous-total            | Sous-total            | 160         | 0           | 1               | 0               | -                 | -                 | -          | -          | -                              | 4                              | 0                              | 165   | 0     |
| 2018-2019             | Atlético Madrid       | Liga                  | 1           | 0           | 4               | 0               | -                 | -                 | -          | -          | -                              | -                              | -                              | 5     | 0     |
| 2019-2020             | Atlético Madrid       | Liga                  | 1           | 0           | 1               | 0               | -                 | -                 | -          | -          | -                              | -                              | -                              | 2     | 0     |
| Sous-total            | Sous-total            | Sous-total            | 2           | 0           | 5               | 0               | -                 | -                 | -          | -          | -                              | 0                              | 0                              | 7     | 0     |
| 2020-2021             | Sporting CP           | Liga NOS              | 32          | 0           | 1               | 0               | 2                 | 0                 | -          | -          | C3                             | 2                              | 0                              | 37    | 0     |
| 2021-2022             | Sporting CP           | Liga NOS              | 33          | 0           | 2               | 0               | 2                 | 0                 | 1          | 0          | C1                             | 7                              | 0                              | 45    | 0     |
| 2022-2023             | Sporting CP           | Liga NOS              | 8           | 0           | 0               | 0               | -                 | -                 | -          | -          | C1                             | 3                              | 0                              | 11    | 0     |
| Sous-total            | Sous-total            | Sous-total            | 73          | 0           | 3               | 0               | 4                 | 0                 | 1          | 0          | -                              | 12                             | 0                              | 93    | 0     |
| Total sur la carrière | Total sur la carrière | Total sur la carrière | 328         | 0           | 16              | 0               | 4                 | 0                 | 1          | 0          | -                              | 20                             | 0                              | 369   | 0     |

## Palmarès
- Real Madrid
  - Champion d'Espagne en 2012
  - Vainqueur de la Coupe du Roi en 2011

- Espagne -19 ans
  - Vainqueur de l'Euro des moins de 19 ans en 2006
- Atlético Madrid
  - Finaliste du la Supercoupe d'Espagne en 2020
- Sporting CP
  - Champion du Portugal en 2021 et 2024
  - Vainqueur de la Coupe de la Ligue portugaise en 2021 et 2022.